# Saint-Michel-sur-Loire
Saint-Michel-sur-Loire era una comuna francesa situada en el departamento de Indre y Loira, en la región de Centro-Valle del Loira, que el 1 de enero de 2017 pasó a ser una comuna delegada de la comuna nueva de Côteaux-sur-Loire al fusionarse con las comunas de Ingrandes-de-Touraine y Saint-Patrice.

## Demografía
| Gráfica de evolución demográfica de Saint-Michel-sur-Loire entre 1800 y 2019 |
|                                                                              |

Los datos demográficos contemplados en este gráfico de la comuna de Saint-Michel-sur-Loire se han cogido de 1800 a 1999 de la página francesa EHESS/Cassini, y los demás datos de la página del INSEE.